# Pěnčín (Prostějovi járás)
Pěnčín település Csehországban, a Prostějovi járásban. Pěnčín Přemyslovice, Laškov, Čechy pod Kosířem és Drahanovice településekkel határos. Lakosainak száma 755 fő (2024. január 1.).

## Népesség
A település lakosságának változását az alábbi diagram mutatja:
| Lakosok száma | 822  | 967  | 963  | 857  | 751  | 723  | 749  | 757  | 766  | 755  |
|               | 1869 | 1890 | 1921 | 1950 | 1980 | 2001 | 2017 | 2019 | 2022 | 2024 |